# 猎户座飞船
猎户座飞船（英語：Orion）是美國太空總署（NASA）委託洛克希德·馬丁公司和空中巴士集團研發的新一代載人太空飛行器。獵戶座於2014年12月5日進行第一次飛行。現在屬於阿耳忒弥斯计划的主要太空船，该计划旨在2020年代将人类再次送往月球，并接着征服如火星等太阳系内目标。
原是星座计划中的一部分。但美國總統奥巴马在2010年2月1日正式提议取消星座计划，因为这一计划是“超预算、进度落后而且缺乏新意”。有關法案於同年10月成為法律，星座计划宣告終結。不過，獵戶座飞船的訂單獲得保留，作為猎户座多功能载人飞船（英語：Orion Multi-Purpose Crew Vehicle）。

## 命名

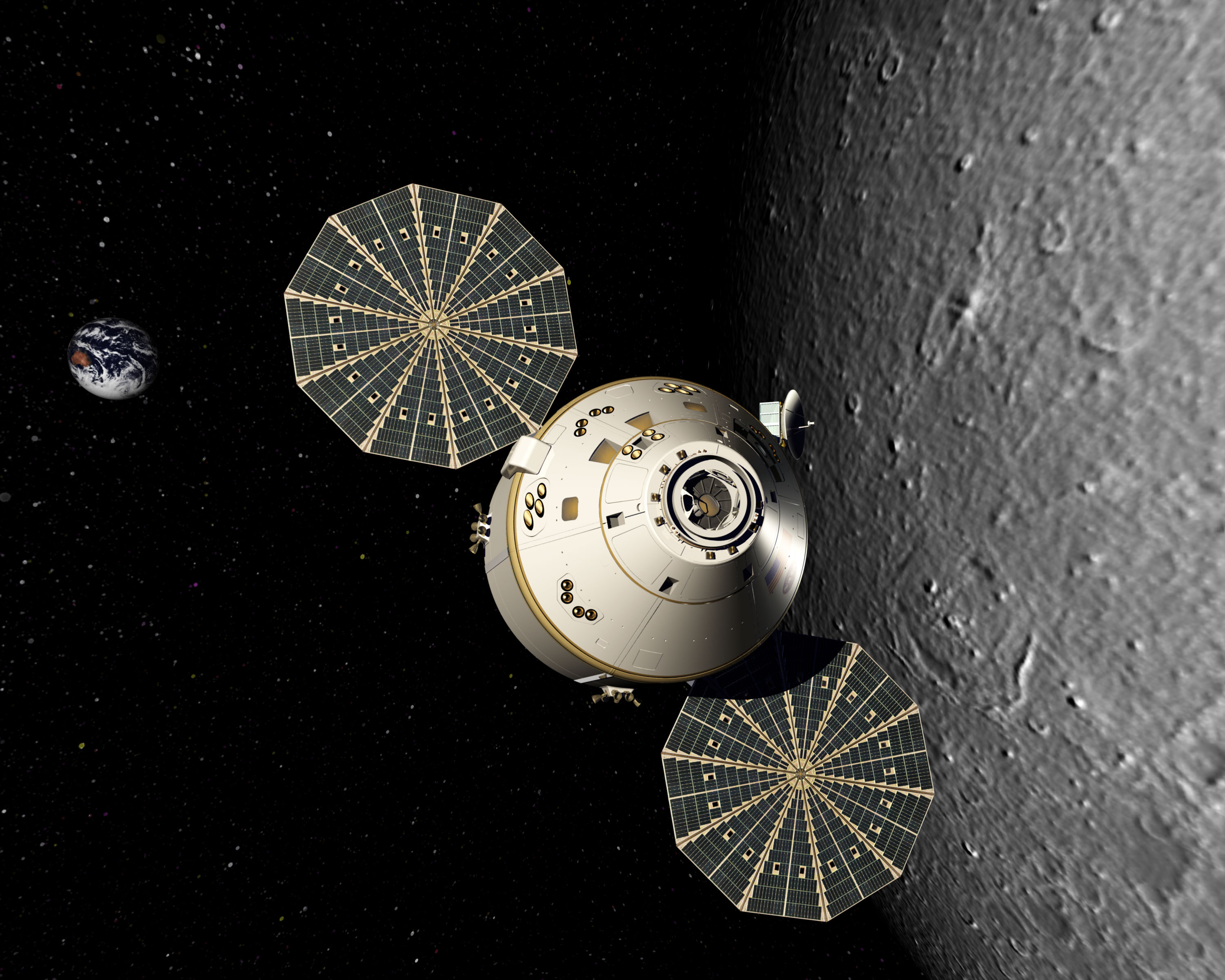
猎户座飞船飛近月球的構想圖

「载人探索飛行器」（Crew Exploration Vehicle，CEV）原本是美國太空總署所預定的名字，並打算在2006年8月31日公佈。可惜在2006年8月22日之前，國際太空站上的美國太空人傑夫·威廉斯對地球無線電通話時無意中說溜了嘴，提到了美國太空總署剛剛選定的最後名稱猎户座，消息很快傳播開來。因此，美國太空總署只得在2006年8月22日正式公佈猎户座這個名字。
该名称来自于猎户座，而獵戶座是天空中最明亮的星座之一，也是大家十分熟悉而且極易辨認的星座。而该代号也曾用在约翰·杨和查尔斯·杜克所乘坐过的阿波罗16号的登月舱，该登月舱在1972年4月的时候降落在月球的表面。

## 概述

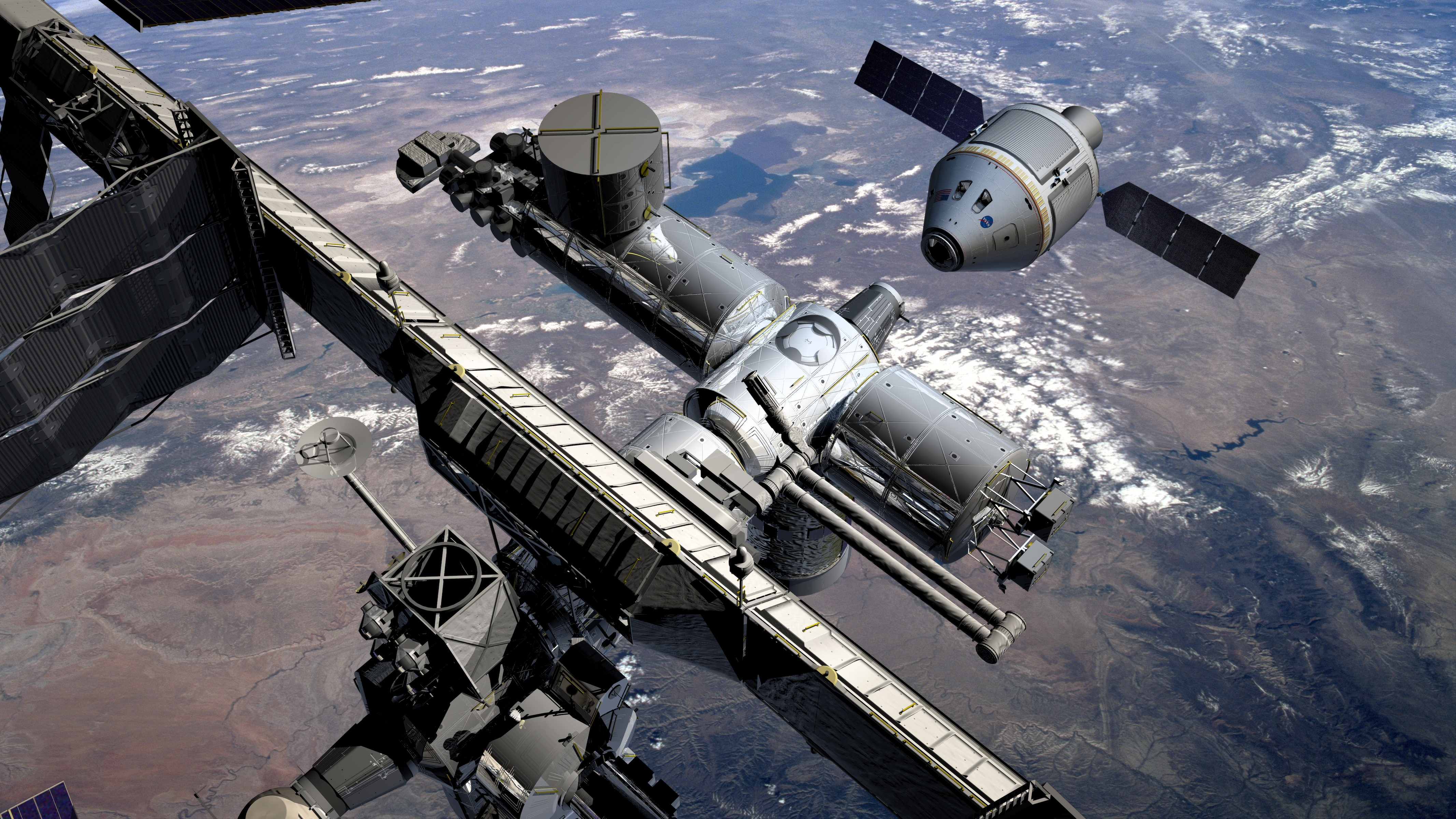
正在與國際空间站对接的构想图

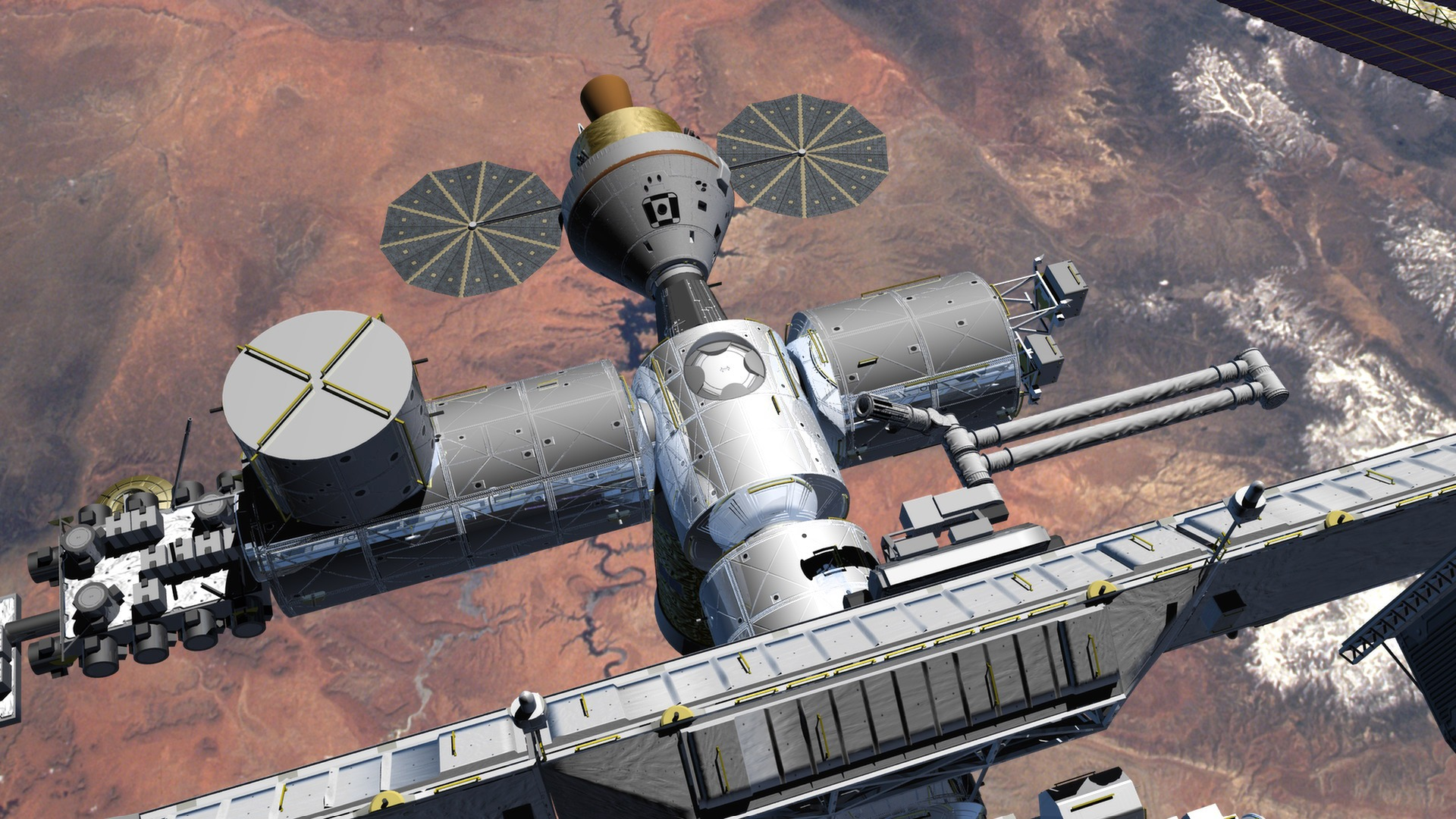
猎户座飞船與國際空间站接合假想圖

猎户座飞船的外貌與阿波羅太空船相似，但內部空間比阿波羅太空船大2.5倍，最多可容納6名太空人，融入了電腦、電子、維生系統、推進系統及熱防護系統等領域的諸多最新技術。同太空梭比，猎户座的使用成本更加低廉，安全系數也提高10倍，而且與太空梭一樣可以回收再用。
猎户座飞船將替代太空梭的計劃，並要求現有太空梭在2010年前退役。這是繼太空梭計劃以後的另一個里程碑，太空探索方面的一大步。
按照计划，猎户座飞船将会在甘迺迪太空中心的39号发射場进行发射。该发射場的39A发射台目前被用于发射太空梭，而39B则正在进行适应发射战神火箭的改造。美國國家航空暨太空總署将在2011年进行最后一次太空梭发射之后，用该飞船来执行载人航天任务。其首次任务被定于在2015年执行，之后将用于访问國際太空站。如果商业轨道运输服务出现问题无法使用，则该飞船将会替代执行国际空间站的后勤运输任务。此后，猎户座飞船将会作为载人月球及火星计划中的一个关键装备。

### 特點

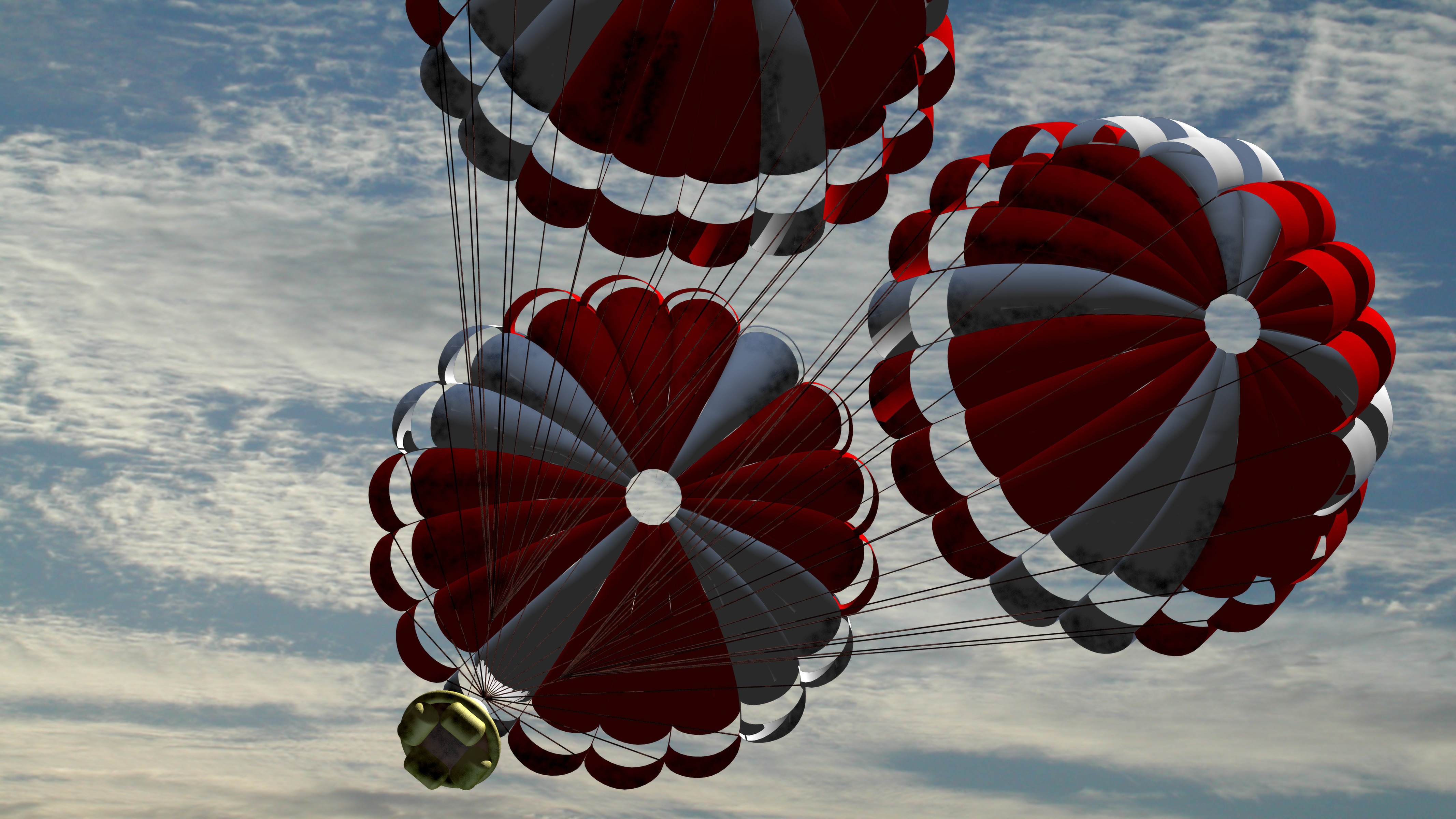
返回地球构想图

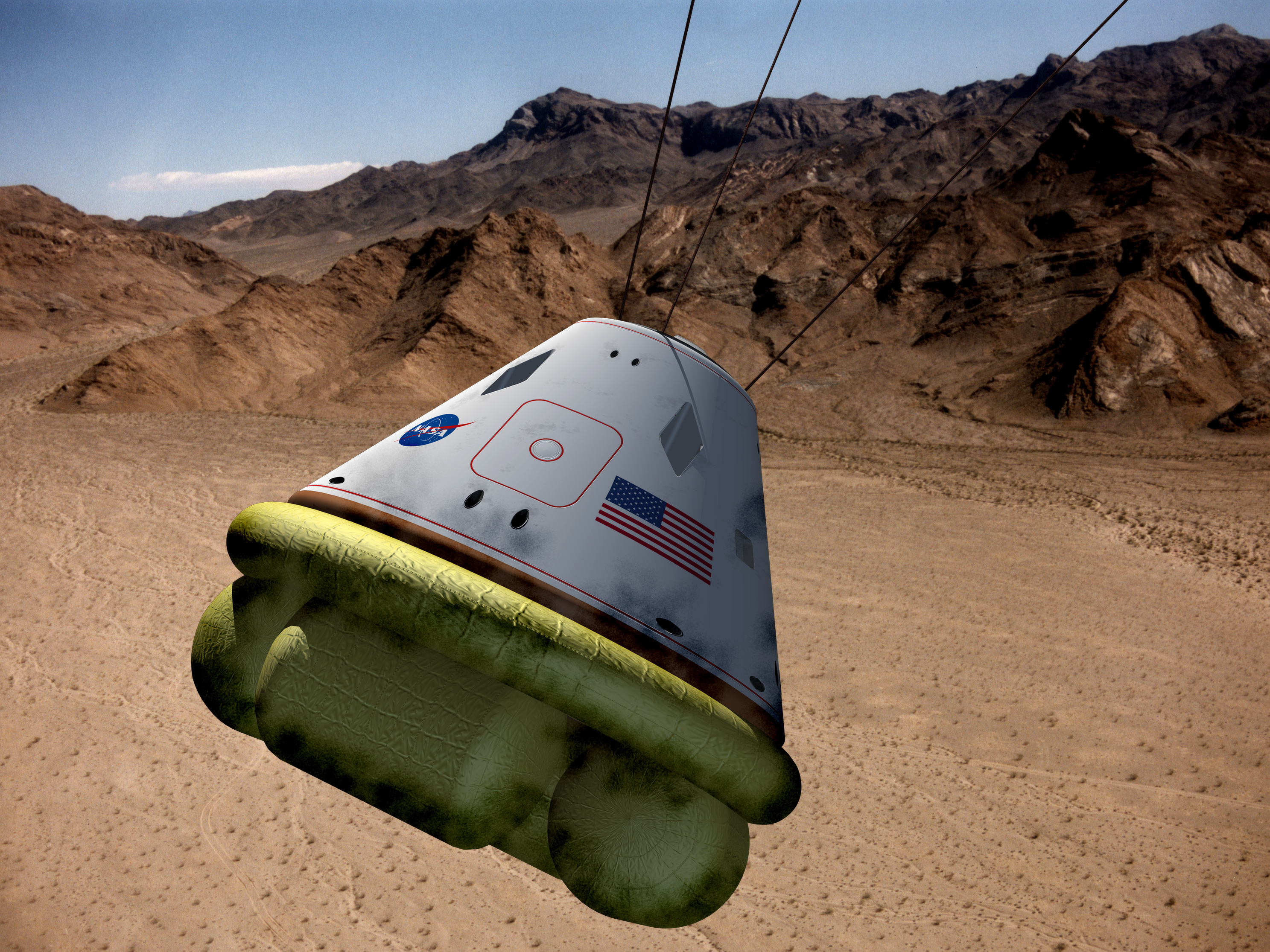
着陆构想图

- 飞船並沒有機翼和尾翼，不再像太空梭那樣通過滑翔方式返回地球，而是像太空船那樣通過降落傘降落，因而不需要複雜的氣動外形和防熱系統，可提高返回時的安全性。
- 發射時飞船將與火箭串聯在一起，即飛行器在火箭的頂部，而不像太空梭那樣與火箭並聯，所以能遠離燃燒的發動機和墜落的碎片造成的危險，完全避開泡沫材料脫落的威脅。
- 設置有载人火箭常用的『逃逸塔』系統，一旦在發射時出現故障，引發燃料爆炸，可迅速將飛行器分離出去，通過降落傘安全降落。這些措施可使太空飛行事故率從以往太空梭1/220降低為現在的1/2000，提升了安全系數。
- 借鑒俄羅斯太空船的經驗，把人、貨分開運輸，這樣既安全又經濟。

### 外界披露
據《時代週刊》報道，猎户座飛船中與阿波羅太空船相比，既有相同點，也有不同之處：
1. 空間更大，能攜帶4到6位太空人，而阿波羅飛船最多只能承載3名太空人。
2. 裝備有太陽能電池板，這將大大減少使用燃料電池和普通電池。
3. 既能像阿波羅飛船一樣降落于水中，也能依靠降落傘在乾燥的沙漠地區著陸。
4. 由高科技合成材料製成，重量顯著降低，而具有強大處理能力的電腦令它的「大腦」更發達。

## 设计与结构

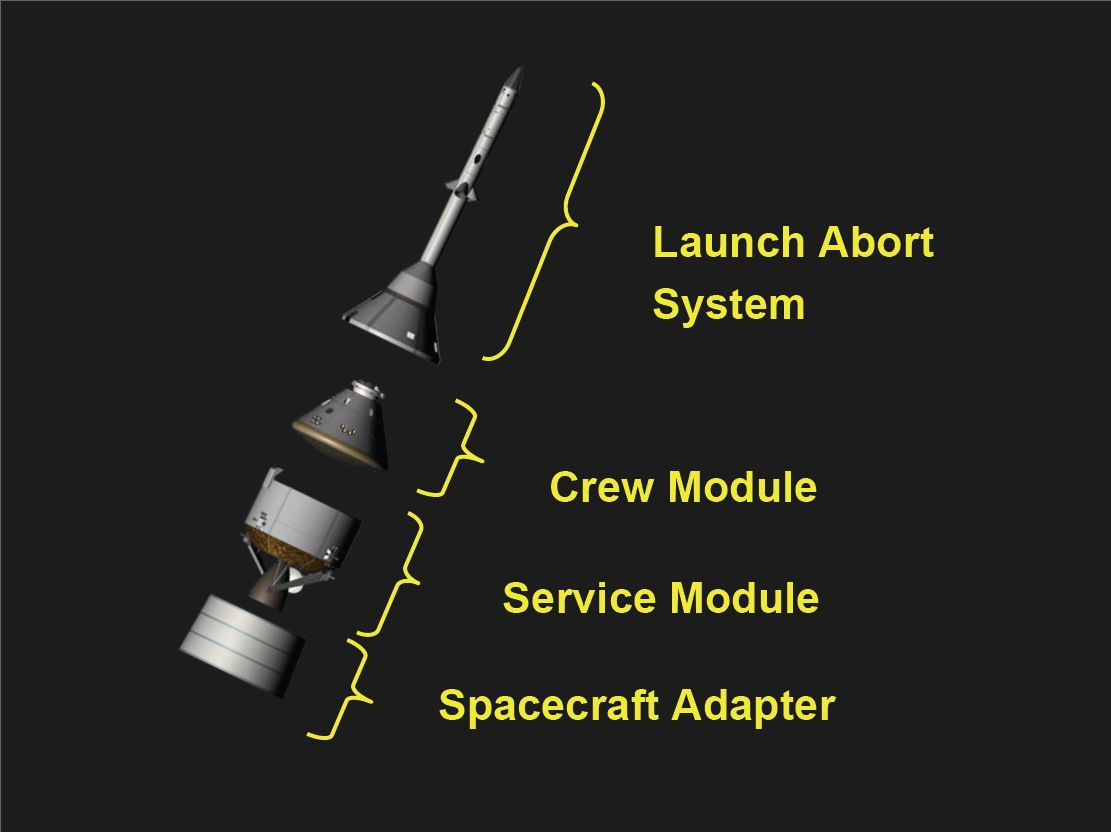
猎户座飞船的組件結構圖

猎户座飞船“载人及服务模块”（CSM）的结构包括两个主要的部分：一个圆锥形的载人舱，以及一个圆柱形的服务舱。后者除了提供飞船的推进动力之外，还提供额外的供给。这两者都是在1967年至1975年执行任务的阿波罗号飞船命令及服务模块的基础上进行设计的，除此以外，还参考了航天飞机计划中所衍生出来的新型技术。探索系统任务部综合办主任尼尔·伍德沃德认为“使用现有技术和解决方案能降低风险”。

### 载人模块

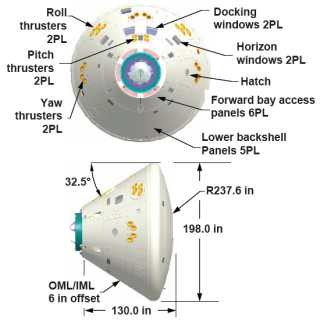
载人模块

猎户座飞船的载人模块计划由洛克希德·马丁公司建造，可以容納四至五名機組人員。与之对比，阿波羅飞船的载人模块只能接載三名人員，但航天飞机則可載七名人員。雖然猎户座飞船採用了與六十年代開發的阿波羅飞船相近的設計理念，其载人模块將會使用數項較為完善的技術，包括：
- “玻璃驾驶舱”数字化控制系统衍生于波音787飞机中的驾驶舱[19]；
- 类似俄罗斯进步号飞船和欧洲自动运载飞船的自动对接系统，该系统允许在紧急情况下由宇航员全权控制。此前的其他美国飞船，如双子座、阿波罗飞船，以及航天飞机等，在进行对接时都需要手动操作；
- 改进过的废弃物管理设备，包括一个微型野营式马桶，以及一个在航天飞机和国际空间站中已投入使用过的不分性别的“便溺管”。其中航天飞机的“便溺管”系统是基于天空实验室上的系统开发的，而国际空间站的系统则是基于联盟号、礼炮和和平号国际空间站的同类系统。因此，在该太空船中将彻底取消遭人恨的“阿波罗袋子”。之所以称为“阿波罗袋子”，是因为阿波罗飞船上的宇航员必须使用这种“设备”。该“设备”其实就是一个开口处有粘性的塑料袋，排便时需要将其粘贴在屁股上，然后再进行排便[20]；
- 一个氮气/氧气混合空气环境，保持海平面的大气压（101.3kPa），或者稍低（55.2至70.3kPa）；
- 一个比之前任何载人飞船更加先进的计算机系统。

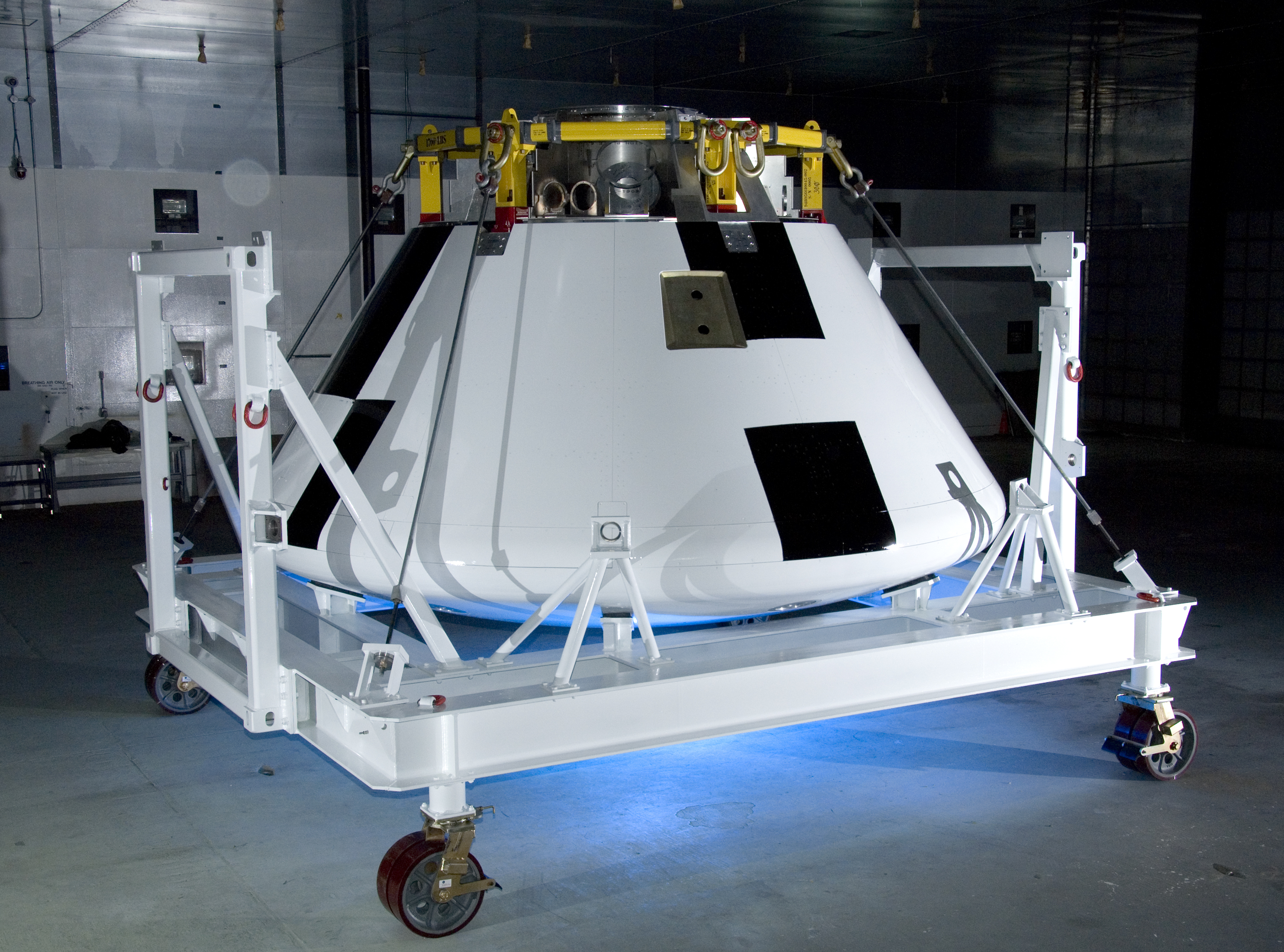
猎户座乘员舱实物模型（德莱登飞行研究中心）

该模块的另一个特性是可以部分重复使用。美国太空总署计划让每一个该模块可以执行最多10次飞行任务，以便能形成包含载人及无人驾驶的猎户座飞船船队。无论是载人模块还是服务舱，都将会使用铝合金来建造。这种材料已被应用于航天飞机的外部燃料箱、德尔塔-4运载火箭以及宇宙神-5运载火箭的建造上。整个模块的隔热方式，和飞船中其它非关键部位如货舱门是一样的，都是用诺梅克斯材料制成的隔热毡进行包裹。可重复利用降落伞是基于阿波罗号及航天飞机固体助推器的降落伞进行设计的，并同样使用了诺梅克斯布料来制作。猎户座的载人模块只能够通过在水上降落来实现回收，这也是载人飞行任务时唯一可行的在地球上降落的方式。
为了使猎户座飞船能够与国际空间站或者其它星际飞船对接，对接系统采用了新的低冲击对接系统设计。该设计是航天飞机上所使用的通用对接环的简化版本，有趣的是航天飞机上的这一系统其实是源自于1975年俄罗斯为阿波罗-联盟测试计划而设计的对接系统。飞船及对接接合器均设置了水星号和阿波罗号上所使用的发射逃逸系统，以及源自阿波罗飞船上的玻璃纤维推进器保护罩。升空过程中的前2%时间内出现问题，这些装置将保证载人模块能安全逃逸。
猎户座载人模块的形状与阿波罗号指挥舱类似，是一个顶角为57.5°的圆台体。其投影直径为5.02米，长度为3.3米，重8.5吨。它的总体积将会阿波罗号的2.5倍，内部空间容积约为5.9立方米，可承载4至6名宇航员。经过长期的研究，美国太空总署决定选用低密度碳化烧蚀材料（Avcoat）作为重返大气层时的热盾材料。低密度碳化烧蚀材料是由玻璃纤维及酚醛树脂构成的蜂窝结构，其中填充以石英纤维。该材料曾在阿波罗计划中使用，并在航天飞机早期飞行任务中用在了特定的部位。

### 服务模块

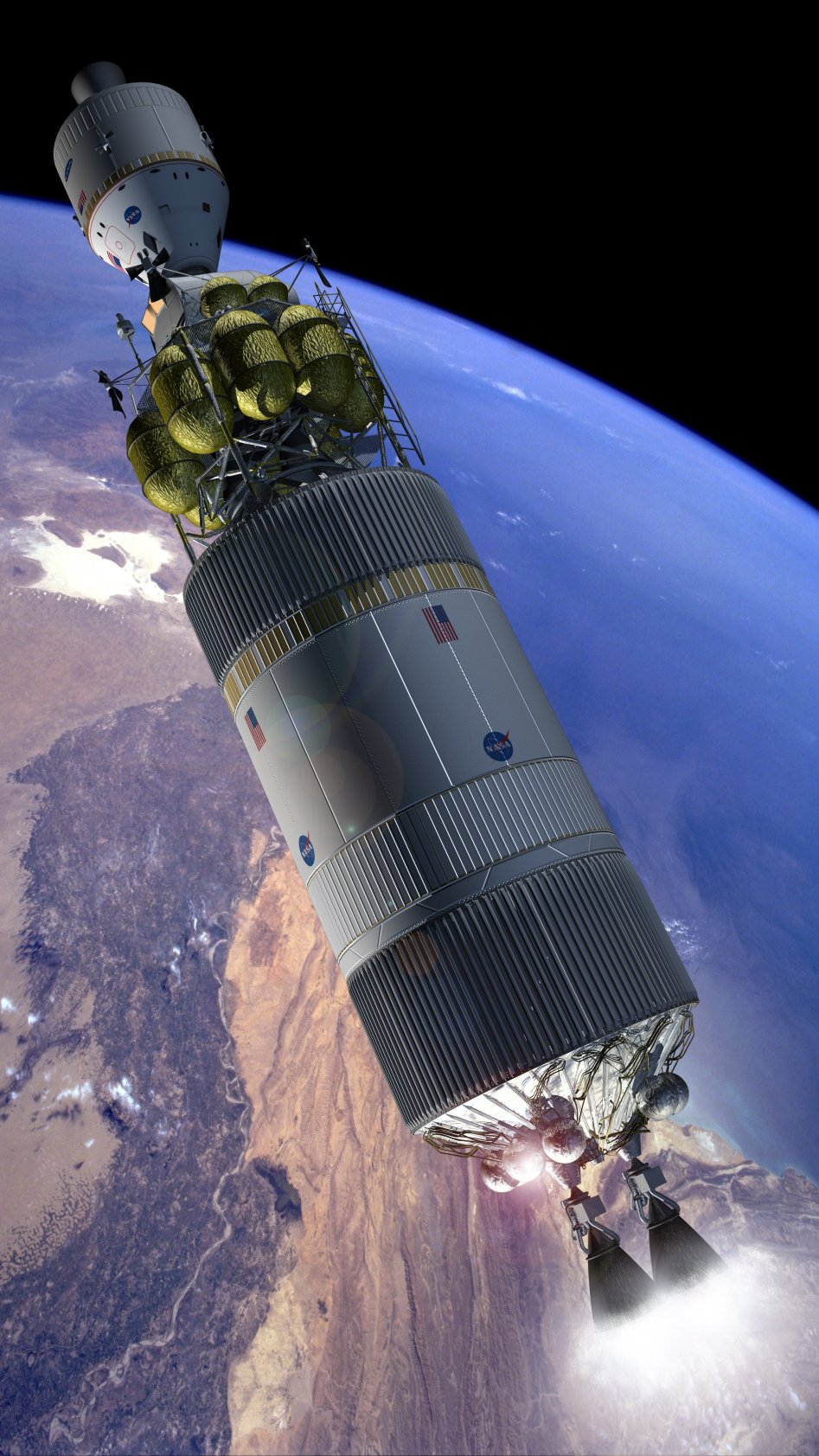
正在執行任務的構想圖。图中右下角喷射气体的喷管，至离喷管最近的第一个深色环状部分，即为服务模块。

### 逃逸系统

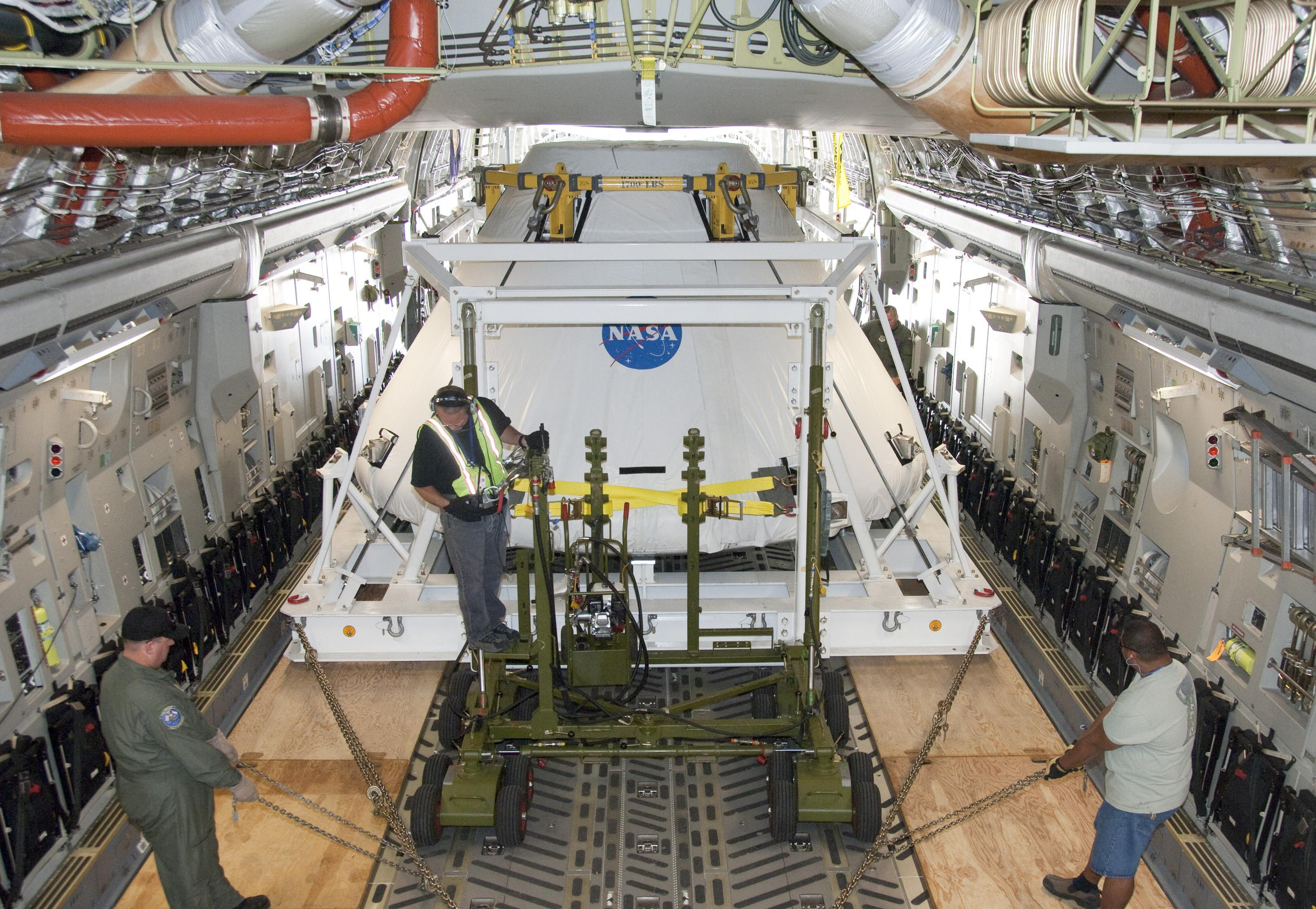
技师正在小心的将一个猎户座飞行测试模块移动至飞机上以便运输。该模块在发射台上第一次发射来进行终止飞行测试。

#### 发射终止试验
阿连特技术系统公司（ATK）在2008年11月20日成功的进行了第一次发射终止试验。该逃逸系统的引擎能提供2,200千牛的推力，以便在发射场上，或者发射后高度在91公里之前发生紧急情况时进行逃逸动作。这个逃逸测试是该引擎在上述范围内出现的逆向气流范围之内进行的第一次测试。
这一次逃逸点火试验对引擎和其他组件进行了一系列的测试，该测试是为了在2009年春天进行下一个主要的、具有里程碑性质的试验做准备。后者是一次全尺寸的实物模型试验。

#### 探路先锋

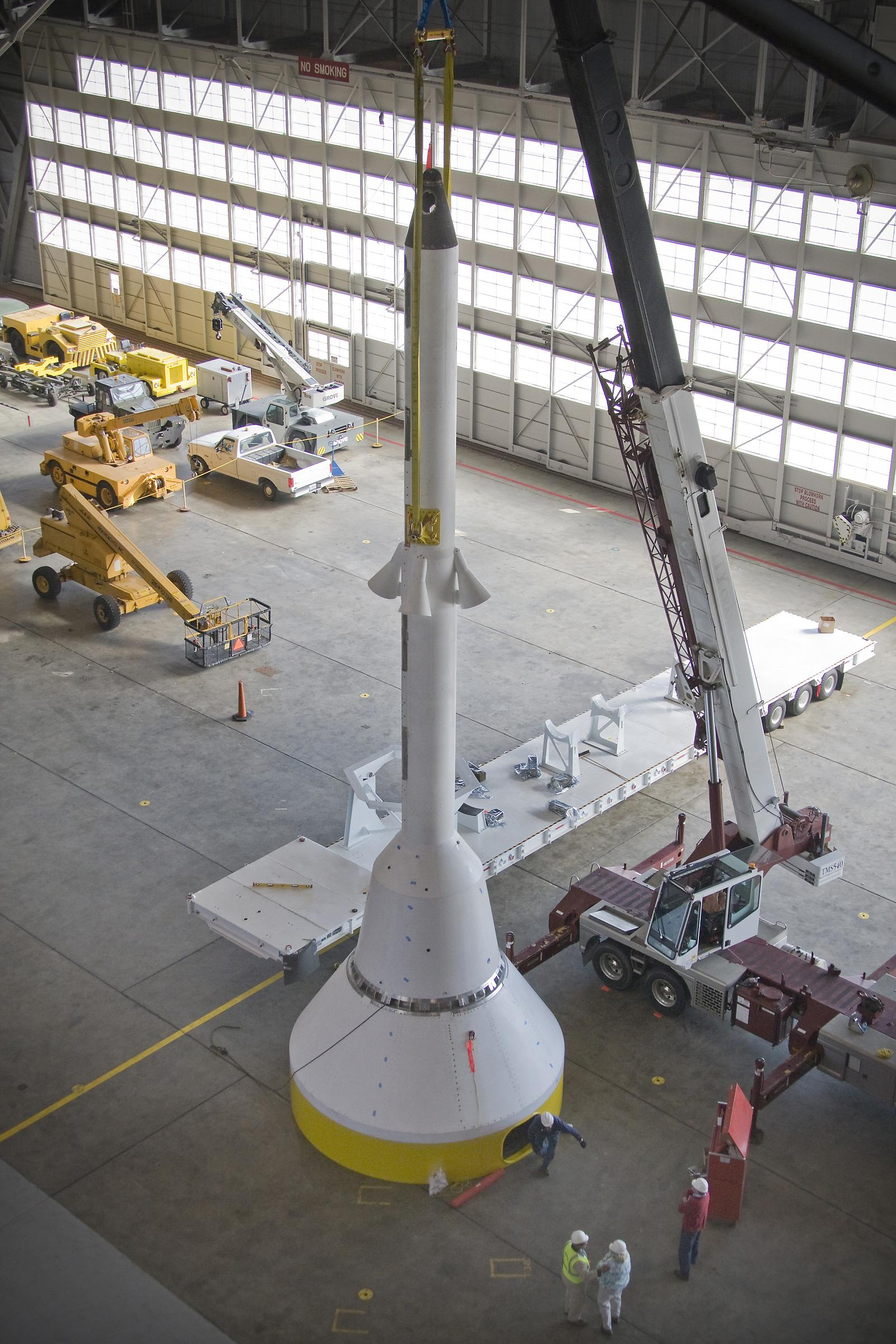
猎户座发射失败逃逸系统试验品在美国国家航空航天局兰利研究中心装配完成

2009年3月2日，一个先行制作好的逃逸模块的试验品，从兰利研究中心运往新墨西哥州的白沙导弹靶场进行测试。这一个探路先锋除了含有一个真实的逃逸模块之外，还包括了猎户座的实物大小模型。在导弹靶场将会制作一个14米高的火箭，以进行第一次发射台终止逃逸试验。

## 历史

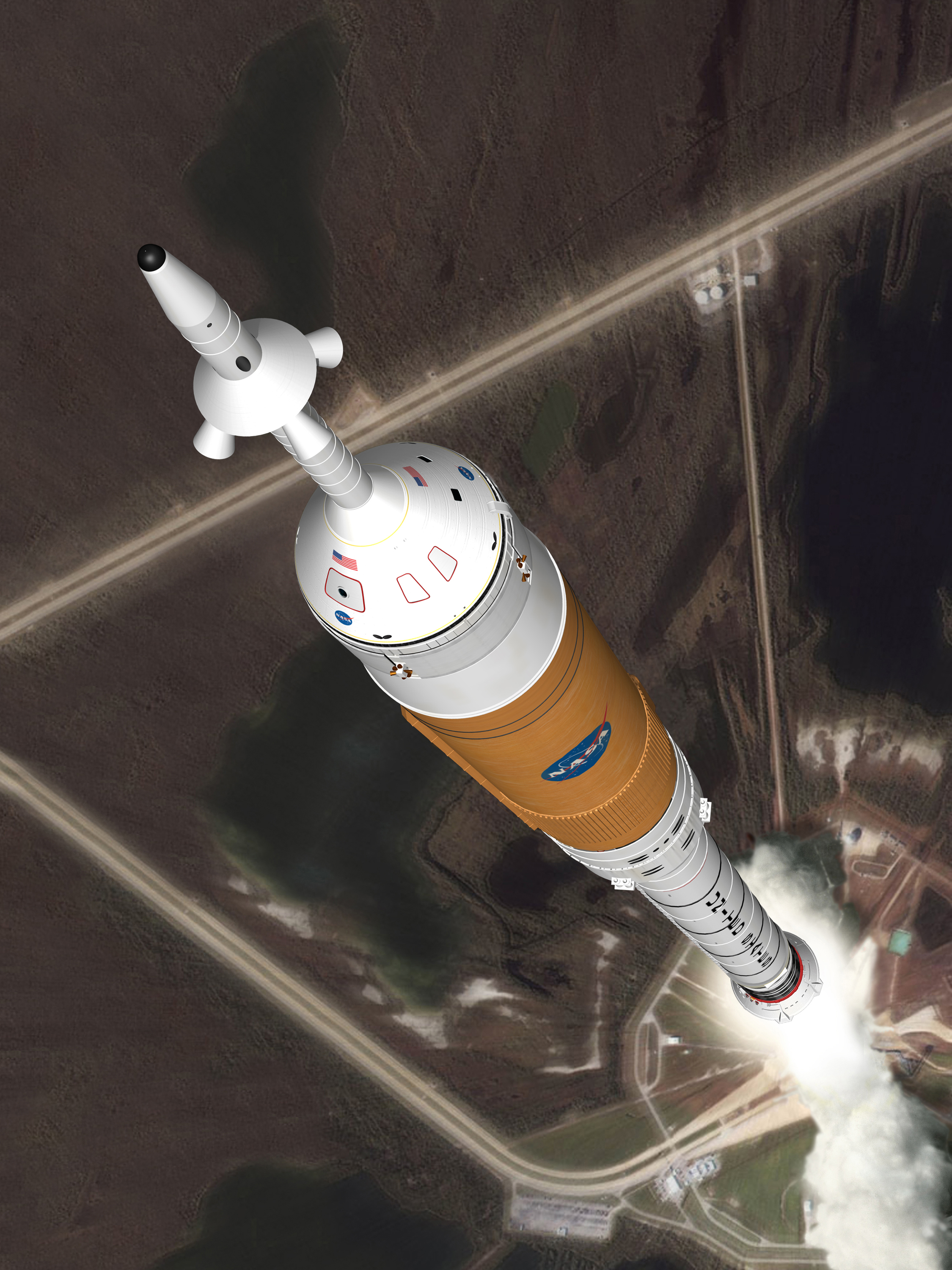
战神I号在上升阶段的構想圖

2004年1月14日，时任美国总统的乔治·沃克·布什对外宣布了太空探索远景计划，其中包括了当时被称为“载人探索飞行器”的猎户座飞船：
……我们的次要目标是在2008年开始开发并测试新一代的太空船——载人探索飞行器，然后在2014年之前实施其首次载人航天任务。载人探索飞行器将可以替代（届时业已）退役的太空梭，将太空人及科学家运送至太空站中，但其主要目标是将太空人运送到地球轨道之外的其它地方。这一飞船将是自阿波罗指令舱以来的首个同类型航天载具。……
制造猎户座飞船的部分原因是哥倫比亞號太空梭和之后的哥伦比亚号事故调查委员会的调查报告，以及白宫对美国航天载人太空任务现存问题的反思。它完全替代了还在概念阶段的軌道太空飛機（Orbital Space Plane，OPS），后者是之前X-33试验机计划失败后被提出来作为太空梭的顶替方案。
在美国国家航空航天局前局长肖恩·奥基夫卸任后，该局的采购计划和策略发生了如上所述的重大变化。而在2004年7月，迈克尔·格里芬被任命为太空總署署長之前，他以组长之一的身份参与了一个行星学会的研究“将人类送至更远的太阳系空间”，该研究为星座计划提供了一个可负担且可实现的实施策略，因此可以从中探知未来猎户座相关计划的可能发展方向。由于格里芬是该研究的其中一个组长，因此可以推断他认同该研究的结论。而在他当上局长后也以实际行动支持达成该计划的目标。
根据执行概述，该研究制定了一个“分阶段将人类探索范围延伸至低地球轨道空间以外的方法”，并具体建议分为如下三个阶段：
1. “将重心放在开发新一代载人探索飞行器（CEV），完成国际空间站，以及退役过时的太空梭之上。其中，在完成了國際太空站美国舱核心之后（大约需要6到7次的飞行任务），以及满足其它合作成员对完成國際太空站的需求所必须提供的最少附加分型任务之后，太空梭将会尽快退役。太空梭退役将会导致美国低轨道载人太空能力的缺失，而于此同时，退役所节省出来的资金，将用来加快新一代飞行器的开发计划，以尽可能减少甚至消除这一空缺时间。”[29]
2. “必须开发更多附加组件，包括提高运载系统的功率以适应需要飞行数月的行星际载人太空探索扩展任务；以及居住舱、实验舱、燃料模块和推进模块，以适应将人类用送至月球、火星、拉格朗日点和某些近地小行星附近的目标。”[29]
3. “载人行星着陆器的开发将在本阶段完成，以允许实施人类登陆月球，进而于2010年登陆火星的任务。”[29]

载人探索飞行器的原始策略后来出现了若干修改，这在美國國家航空暨太空總署探索系统架构研究中进行了相关说明，相关的研究结果在2005年9月19日的新闻发布会上公布。该研究建议2014年开始进行猎户座的载人飞行任务，并认同采用月球轨道集合的方法登陆月球。其中，低地球轨道版本的猎户座飞船，则可以将4到6人运至国际空间站，而登月版本则可以承载4人，登陆火星的版本可以承载6人。与此同时，还会发展一型类似于俄国進步號太空船的无人货运飞船版本。
2006年9月，美國國家航空暨太空總署选定洛克希德·马丁为猎户座的合约商，后者同时也是当前宇宙神五号运载火箭外挂燃料箱的合约商。
猎户座的返回舱重达12吨，这几乎是阿波罗指令舱的两倍。和阿波罗指令舱一样，它也可以与一个服务模块连接，以提供诸如生命维持以及飞船推进等功能。猎户座的外壳类型和阿波罗号的相似，而隔热盾则与海盗号类似，这和太空梭这种带有机翼的升力体结构完全不同。需要特别说明的是，它的烧蚀式隔热盾在每次使用之后便会抛弃，这与阿波罗的设计类似，而返回舱本身则可以重复使用大约10次。猎户座的着陆路方式则被设计为在陆地上着陆，而不是在海上着陆。采用这类着陆方式还包括俄国的联盟号飞船，以及中国的神舟号飞船。不过在紧急情况下，它也可以在水上着陆。目前已选定的可用着陆点包括加利福尼亚州的爱德华兹空军基地，内华达州的卡森平原，以及华盛顿州的摩西湖市。在西部海岸选择找陆点可以让大部分的着陆路径在太平洋上空，从而避开了人口密集的地区。
登月任务的开发计划在2010年太空梭退役后立即开始提速。其中的月球表面登陆模块（登月舱）以及重型起飞推进器会同时并行开发，并且在2018年即进入可以执行任务的状态，并最终于2020年在月球表面着陆。登陆舱与阿波罗登月舱相比大很多，可以携带重量高达23吨的载筹抵达月球表面，甚至比整个阿波罗登月舱还要重。这么大载筹重量，甚至可以用于支持长期有人照料的月球基地。这一大载筹的特性，对于运送大量物资和科研设备至月球表面基地来说，是非常有意义的。
和阿波罗登月舱一样，猎户座的登月舱也包含降落和起飞两个过程。在起飞阶段，登月舱可以承载4人至环月轨道。按照原来的计划，登月舱应当使用使用甲烷-氧气燃料作为推进剂。在这一个基础上，还会衍生出结构近似的，用于火星任务的着陆器。选用甲烷作为燃料的一个重要原因是，它可以通过应用原位资源利用的理论方法在火星土壤中获得，而无需从地球运送过去。但由于该型推进系统仍然处于雏形阶段，为了避免因此拖后登月计划的整体进度而改为使用液氧-液氢燃料。

## 計劃
美國太空總署計劃猎户座飞船的首次飛行將在2014年或之前，屆時宇航员將乘坐它飛往國際空间站，接下來在2020年之前，將首次執行飛往月球的任務。隨後，美國將改進猎户座飛船和推力更大的運載火箭實現火星登陸，並飛往更遙遠的太空。

### 設計修改及更新
2006年7月下旬，美国航天局的第二次设计评审，导致了飞船设计的重大变化。起初，美國國家航空暨太空總署想使用液体甲烷(LCH4)作为猎户座飞船（SM）的燃料，但是因为氧气/甲烷动力的火箭技术还不成熟，并且需要在2012年发射猎户座飞船，其在2006年七月下旬批准换成了自燃式推进器。该替换使得美國國家航空暨太空總署能在2011年前对猎户座飞船和战神I号火箭进行安全评估，并且能够填补将于2010年退役的航天飞机和第一次猎户座飞船的载人飞行之间潜在的空缺。2007年4月20日，美國國家航空暨太空總署和波音公司签订了猎户座飞船合同的一项修改。更新后的合同延长了猎户座飞船计划2年设计时间，加入了2次猎户座飞船发射中断系统的飞行测试，并且删除了能对国际空间运送密封货物的原始设计。2007年5月《太空日报和防御报道》中的一片文章指出，被称为结构“606”的猎户座飞船登月舱的最新设计修订本中，服务模块会有一个外部的面板，其会在戰神一號運載火箭火箭的第二次点火阶段后不久就脱落。相比之前的结构“605”，这项设计会节省1000磅的重量。
2007年8月5日，一份报告称安全气囊着陆系统从下一轮猎户座飞船的设计（代号607）中移除了，其考虑到节省总重量，改成在任务结束时使用阿波罗形式的返回舱。

### 2009 載人航天計劃委員會
2009年9月8日，奥巴马政府委托載人航天計劃委員會发布了有关多个美国政府载人航天计划的长期规划检讨简报。其中需要实现的多个目标包括：对国际空间站的支持，低地球轨道以外空间（包括月球）的任务进展，以及商业空间工业的利用情况等。这些目标必须在有限的预算内实现。
这份检讨简报中需要考虑的参数包括“人员及任务的安全性、生命周期成本、开发时间、对国内空间产业根基的冲击、促进创新鼓励竞争的潜力、从当前载人航天飞行系统过渡到未来系统所产生的影响和冲击”。此外还会考虑到研究及开发量的估算，以及“为支持各种载人航天飞行活动所需要的辅助机器人活动”，并探讨2016年之后延长国际空间站运作时间的各种选项。

## 资金来源及预计成本
布什总统在2005财年要求的预算中，包括了“4.28亿美元的预算用于开发新一代载人探索飞行器的星座计划（5年内总计66亿美元）”，这一预算在2004年11月的国会会议中全额通过了。
2006财年的预算要求为7.53亿美元，用于继续开发载猎户座飞船。而依照截至2005年的开发情况看，其总预算估计为150亿美元。
洛克希德·马丁在2006年8月31日获得了猎户座计划合同中最初的“时间表A”部分，该部分价值39亿美元，将持续执行至2013年。合约中更多可选开发的“时间表B”部分，则可能价值高至35亿美元。
虽然迄今为止该计划得到了充分的资金保障以及众议院的支持，仍然存在航天飞机复飞计划成本升高导致的投入猎户座开发的资金出现极端困难的可能性。关于这个问题，也曾经讨论过是寻求国会提供航天飞机额外开销的特殊资金，还是让私人企业参与到猎户座的开发和运作中。到2025年为止，不考虑通货膨胀因素，以及给美国国家航天局增加的额外预算，预计的总预算额为2100亿美元。而空间探索系统架构研究对截至2025年的总成本的估算为2170亿美元，比预算仅多出70亿美元。实际的最终成本可能会比这个估计更低，因为这个估算包括了为发射猎户座的运载火箭中的地球出发级开发全新的引擎，而实际上可能会采用J-2引擎的衍生型号。
白宫的奥古斯丁委员会预计，在猎户座及战神一号开发完毕之后，还会发生每次发射近10亿美元的成本。

## 飞行任务

### 首次测试飞行
2014年12月5日进行第一次飞行。

### 上升中止2號
2019年7月2日，猎户座測試飛船从佛罗里达州卡纳维拉尔角空军基地的航天发射场发射升空。测试飞船飞到了近10公里的高度時，中止程序启动，发动机中止，並将航天座舱与火箭分离，将航天员舱弹射出去，使其成功坠入大西洋。

## 外部連結
- 官方网站 （页面存档备份，存于）
- 马丁公司猎户座飞船
- 探索猎户座飞船(2009年7月28日) （页面存档备份，存于）
- Popular Mechanics article about CEV - Lockheed concept （页面存档备份，存于） (2005年5月)
- NASA Glenn to Test Orion Crew Exploration Vehicle.
- Mission to the Moon: How We'll Go Back — and Stay This Time (Popular Mechanics, March 2007) （页面存档备份，存于）
- NASA's CGI Video of Constellation Project in Operation (Space.com) （页面存档备份，存于）
- “奧賴恩”承載美國太空新夢想 （页面存档备份，存于） - 人民網